# Jan Kostrhun
Jan Kostrhun (3. července 1942 Podivín – 2. května 2022) byl český spisovatel, scenárista a politik ČSSD, člen Rady pro rozhlasové a televizní vysílání, po sametové revoluci československý poslanec Sněmovny lidu Federálního shromáždění za Zemědělskou stranu, respektive za LSU, od poloviny 90. let poslanec Poslanecké sněmovny za ČSSD.

## Biografie

### Profesní a umělecká dráha
Byl ženatý, má tři děti. Jeho otec Jan Kostrhun (narozen 1921) byl novinářem a redaktorem Zemědělských novin.
Absolvoval jedenáctiletou střední školu v Břeclavi, kde maturoval roku 1959. Roku 1964 vystudoval Agronomickou fakultu Vysoké školy zemědělské v Brně. V letech 1965–1984 pracoval jako zootechnik. Nejprve na Státním statku Drnholec, po základní vojenské službě v Okresním plemenářském středisku v Hustopečích u Brna, zpočátku na postu plemenářského zootechnika, později odborného poradce a šlechtitele. V období let 1985–1990 pracoval coby scenárista. Ovšem již od roku 1965 byl aktivní jako literát, scenárista a publicista. Je autorem či spoluautorem 25 knih, pěti celovečerních filmů, pěti dokumentárních filmů, dvou televizních inscenací a pěti rozhlasových her. Je nositelem několika cen za literaturu a scénář a členem PEN klubu.
Své prvotiny publikoval v Rovnosti a Práci, od roku 1965 pak uveřejňoval své texty v Zemědělských novinách, Rovnosti, Literárních novinách, Československém vojáku, Hostu do domu a Kurýru, později v časopisech Květy, Tvorba, Universitas, Literární měsíčník, Kmen, Mladý svět, Dikobraz, Vlasta, Malovaný kraj, Sedmička pionýrů, Rudé právo a rovněž v listu Smena na Slovensku a v sovětském časopisu Chudožestvennaja literatura. V roce 1970 vydal coby knižní prvotinu povídku Štika ve sborníku O rybářích pro rybáře. Pak se v 70. letech profiloval jako autor románů se soudobou tematikou (Černé ovce a Pytláci), nichž se zabýval tematikou socializace venkova a emigrace. Dodatečně po přepracování vydal také prozy Svatba ve vypůjčených šatech a Strakatá kajda. Stylisticky využíval nadsázku, ironii. Od přelomu 70. a 80. let se v jeho tvorbě objevují kritičtější postoje, méně svázané s normalizační ideologií (román Co by to bylo, kdyby to byla láska). Vývoj po roce 1989 zpracoval v próze Balada o panence s erotickými motivy. V tomto období vydal i další knižní díla (Pohádky o smíření, Nevěsty z Moravy), v nichž se zaměřuje na regionální témata.
Významně byl aktivní i v rozhlasové a televizní tvorbě, kde pro Československý rozhlas v období let 1977–1979 napsal několik dílů seriálu Jak se máte, Vondrovi? (1977–1979). Československá televize mu poskytla prostor při spolupráci na filmech Černé ovce (Bratislava 1974) a Páslo dívča páva (1993). Měl záběr i ve filmové tvorbě. Společně s režisérem Hynkem Bočanem se podílel na scénáři filmu Plavení hříbat (1975), je spoluautorem filmů Tvář za sklem (1979), Pytláci (1981) a Vinobraní (1982) a autorem námětu a scénáře k filmu Sedmé nebe (1987) a dokumentům Sólo pro zpěváka (1987) a Krajina révového listu (2004), významně oceněném ve Francii. Jako scenárista se podílel na televizním zábavném pořadu Každý jsme nějaký... a dokumentárních filmech z cyklu Náš venkov. Napsal také scénář k televiznímu filmu Vůně peněz z cyklu Detektiv Martin Tomsa (1994).

### Politická dráha
V roce 1968 byl členem KSČ, ale členství pak bylo na vlastní žádost zrušeno vyloučením. Do politiky se zapojil opět po sametové revoluci. V roce 1990 byl zakládajícím členem Zemědělské strany.
Ve volbách roku 1992 byl za Zemědělskou stranu, respektive za LSU, zvolen do Sněmovny lidu (volební obvod Jihomoravský kraj). Ve Federálním shromáždění setrval do zániku Československa v prosinci 1992. Po operaci páteře roku 1992 odešel do invalidního důchodu. V letech 1993–1996 vrcholnou politiku dočasně opustil a působil ve svobodném povolání jako spisovatel a scenárista. Od roku 1994 po zániku Zemědělské strany byl členem ČSSD. Ve volbách v roce 1996 byl za sociální demokraty zvolen do Poslanecké sněmovny Parlamentu České republiky a poslanecký mandát obhájil ve volbách roku 1998.
V parlamentu se zaměřoval na mediální a kulturní otázky. Byl členem Stálé komise pro sdělovací prostředky. V letech 2003–2009 a opětovně v letech 2009–2015 byl členem Rady pro rozhlasové a televizní vysílání.